# Vampire Princess Miyu
Vampire Princess Miyu (吸血姫 美夕?, Vanpaia Miyu) è un manga horror giapponese creato da Narumi Kakinouchi e Toshiki Hirano serializzato dal 1989 al 2002. A partire dal 1988 lo studio AIC ne ha tratto un OAV di 4 episodi e una serie televisiva di animazione di 26 episodi (sviluppata a partire dagli OAV).
In Italia il manga viene pubblicato dalla Goen, mentre l'OAV e la serie televisiva sono stati invece distribuiti da Yamato Video. Negli Stati Uniti gli OAV sono stati licenziati dalla AnimEigo, mentre la serie televisiva dalla Tokyopop.

## Trama
Miyu è una vampira a cui è stato affidato il compito di riportare gli Shinma, gli "dei-demoni", nell'oscurità senza tempo in cui erano stati relegati dagli uomini, timorosi della loro superiorità. Ma sono proprio i sentimenti negativi degli umani a permettere agli Shinma di tornare nel nostro mondo. Ma non tutti gli Shinma sono crudeli: alcuni non sono neppure coscienti della propria condizione, così come la madre di Miyu, che scoprì di essere una vampira solo alla nascita della figlia. E a sua volta Miyu scoprì di essere chi era a 13 anni per errore dello Shinma inviato a lei per eliminarla, Larva, che fu ridotto alla condizione di suo schiavo. Adesso Miyu vive come sorvegliante del mondo degli umani e quando è colta dalla "sete", colpisce le sue giovani vittime, scegliendo fra chi ha un dolore nel cuore e non ha speranza nel futuro.

## Personaggi

### Principali
Miyu (美夕?)
Doppiata da: Naoko Watanabe (OAV), Miki Nagasawa (serie TV) (ed. giapponese), Marcella Silvestri (ed. italiana)
Miyu è una bellissima ragazza vampira che rimarrà in eterno giovane e il cui scopo è di cacciare gli Shinma e i demoni, fuoriusciti dalle tenebre in cui sono prigionieri. Dopo averli chiamati col proprio nome per privarli dei poteri, Miyu usa le fiamme per farli tornare nell'oscurità. Ha una personalità molto complessa: nonostante tenda a mostrare un carattere freddo e orgoglioso ha molta nostalgia della sua vita passata, quando era una semplice bambina. Il suo unico amico è Larva. Sembra avere circa 13 anni (nell'OAV) o 15 (nei volumi successivi del manga) ma in realtà è molto più grande, essendo un vampiro. Può teletrasportarsi, levitare, aprire portali dimensionali e usare attacchi di fuoco (che tornano utili anche quando deve riportare gli Shinma nell'oscurità). Quando è nelle sue sembianze di vampiro, Miyu è sempre a piedi scalzi anche quando deve camminare nella neve in quanto non soffre il freddo. Nell'OAV, è la figlia di un padre umano e di una madre vampira nel Giappone del secondo dopoguerra. Nella serie TV, invece, sua madre è umana e suo padre è un guardiano degli Shinma nell'Impero giapponese prima della seconda guerra mondiale. In entrambi i casi, Miyu diventa la guardiana (denominata anche "osservatrice") dopo aver perso i suoi genitori. Nell'OAV, Miyu viene rappresentata come una ragazzina giocosa e manipolatrice oltre che molto appariscente nel parlare, cosa che si nota specialmente quando ha una conversazione con Himiko, mentre nella serie TV è più riservata, diretta e composta. Anche se è un vampiro, Miyu non viene ferita dalla luce del sole, dall'acqua santa o dai crocifissi, e il suo riflesso è tranquillamente visibile sia sugli specchi che sull'acqua. Ciò la rende tecnicamente un vampiro diurno dato che è nata dalla relazione tra un genitore umano e un vampiro. Ha bisogno di vere sangue per sopravvivere e sceglie attentamente le sue "vittime" poiché apparentemente non può succhiare il sangue dagli altri a meno che non glielo cedano volontariamente. Quindi, Miyu sceglie le persone che crede essere "adorabili" (sia nell'aspetto che nella personalità) che di solito hanno subito una tragica perdita e gli offre di realizzare il loro più grande desiderio (stare con i loro cari perduti, almeno nei loro sogni) in cambio di una parte del loro sangue. Queste persone finiscono di vivere in uno stato di sogno infinito (che lei chiama "esseri felici" nell'OAV). Miyu è protettiva nei confronti di Larva e si preoccupa molto per lui. Nella serie TV, quando si finge umana, si fa chiamare Miyu Yamano (山野 美夕?, Yamano Miyu). Nell'OAV la si vede indossare abiti diversi in ogni episodio in cui appare. Ad esempio nel primo OAV, indossa il tipico kimono corto e l'obi viola chiaro mentre il suo piede destro è avvolto da un nastro. Nel secondo OAV, indossa un'uniforme scolastica giapponese durante il suo soggiorno a scuola e indossa uno yukata rosso brillante quando parla con Himiko e affronta Ranka. Nel terzo OAV indossa un kimono invernale che sembra ricoprire il suo corpo più degli altri due indumenti. Infine nel quarto OAV, indossa un kimono nero molto pesante e porta anche una maschera. Tuttavia nella serie TV indossa solo due tipi di abbigliamento: la tipica uniforme scolastica giapponese e il kimono.
Larva (ラヴァ?, Rava)
Doppiato da: Kaneto Shiozawa (OAV), Shin'ichirō Miki (serie TV) (ed. giapponese), Patrizio Prata (ed. italiana)
Uno Shinma seducente, era stato mandato per eliminare Miyu; ora è il suo compagno fedele e silenzioso. Larva ha l'aspetto di un giovane di indescrivibile bellezza. Egli indossa sempre una maschera bianca, indispensabile non solo per l'aiuto materiale che fornisce a Miyu, ma anche per il supporto psicologico che le dà. Nell'OAV, Larva viene inviato per impedire al sangue di vampiro di Miyu di risvegliarsi e ucciderla, ma finisce invece per innescarlo involontariamente e lei beve il suo sangue quando abbassa la guardia. Come risultato di questo fallimento, il viso e la voce di Larva vengono sigillate dietro una maschera che dovrà indossa per l'eternità. Nella serie TV, Larva affronta Miyu dopo che è diventata la guardiana. Dopo averla colpita, lei beve il suo sangue. In entrambi i casi, Larva diventa un suo alleato riluttante, ma in seguito si impegna a essere al fianco di Miyu perché può percepire il suo dolore, che è stato in grado di intravedere durante entrambe le scene del legame di sangue. Larva può usare le unghie per tagliare le cose e (nella serie TV) può anche brandire una falce. È molto forte, dato che riesce a sconfiggere ogni Shinma che gli si para dinanzi senza riportare gravi danni. Inoltre, sia nella serie TV che nel manga, è in grado di accedere ai poteri del fuoco di Miyu, ma lo fa raramente in quanto gli ricorda la sua più grande sconfitta. A differenza degli OAV, nella serie TV e nei manga, Larva può parlare e di tanto in tanto si toglie la maschera. Il nome "Larva" è tratto dalla mitologia romana, che come "Lemures" si riferisce a uno spirito irrequieto dei morti. Molti degli Shinma occidentali che appaiono nella seconda serie manga seguono anche una convenzione di nomenclatura tratta da vere leggende riguardo demoni e spiriti europei. Il nome e la maschera che indossa Larva potrebbero essere stati ispirati dalla maschera bianca e spettrale del carnevale veneziano "Larva", chiamata anche "Volto".
Shinma
Gli Shinma sono dei demoni che sfruttano le anime umane per il proprio tornaconto. Dopo essere riusciti a fuggire dalla loro prigionia nell'oscurità durata migliaia di anni, hanno deciso di nascondersi nel mondo umano e Miyu cerca di riportarli indietro. Gli Shinma tendono a perseguitare le persone deboli di cuore attirandole a loro illudendole di essere in grado di realizzare i loro sogni oppure i desideri, ma alla prima occasione le lasciano nella disperazione. Spetta a un vampiro guardiano (ovvero Miyu) rimandarli nella loro dimensione originale oscura. Sembrano nutrirsi di emozioni umane, anche se ci sono alcuni esempi di succhiasangue, come Ga-Ryu, mentre altri arrivano addirittura al punto di divorare interi umani come nel caso di Koh-Waku. Nonostante ciò, non tutti gli Shinma sono intrinsecamente malvagi. Alcuni di loro infatti usano le loro capacità semplicemente per interferire nelle vite umane per i propri scopi. A volte aiutano gli umani a prendere di mira i loro avversari. I loro poteri includono la possibilità di mutare forma e di librarsi e/o volare. Si possono riconoscere dal bagliore innaturale presente nei loro occhi. La dimensione da cui provengono è parallela a quella umana e perciò ognuno di loro ha una nazionalità precisa. Alcuni Shinma possono essere giapponesi, altri cinesi, mentre altri ancora provengono dal Giappone occidentale e dalla Cina.

### Personaggi dell'OAV
Himiko Se (瀬 一三子?, Se Himiko)
Doppiata da: Mami Koyama (ed. giapponese), Stefania Patruno (ed. italiana)
Una spiritualista esperta, bella, cinica e testarda che incontra Miyu durante un lavoro a Kyoto. Le loro strade si incrociano per tutta la serie mentre Himiko la cerca, convinta inizialmente che la ragazza sia solo un mostro senza alcuna qualità salvifica, ma in seguito viene a sapere di più sul suo conto e di Larva e cambia idea. Alla fine del quarto OAV, Himiko rimane sorpresa dopo aver ricordato di aver incontrato Miyu quando era bambina. Inoltre scopre che lei stessa potrebbe avere delle caratteristiche vampiriche dopo aver incontrato Miyu, le quali però devono ancora manifestarsi. Himiko è il primo essere umano che ha dato una parte del suo sangue a Miyu, subito dopo che quest'ultima è diventata una guardiana.
Miyahito (都人?)
Doppiato da: Katsumi Toriumi (ed. giapponese), Paolo Sesana (ed. italiana)
Appare nell'episodio 1, è un bel giovane di Kyoto con cui Himiko fa amicizia. La sua ragazza, Ryoko, è stata uccisa da un "vampiro" di fronte a lui; non essendo stato in grado di proteggere Ryoko, si incolpa pesantemente e dice a Himiko che vuole uccidere il "vampiro", non sapendo che si tratta di uno Shinma. È talmente devastato dal dolore per la perdita subita che in seguito accetta l'offerta di Miyu di donarle una parte del suo sangue e Himiko diventa testimone della vicenda. Alla fine dell'episodio, Miyahito viene visto in uno stato catatonico mentre si siede tranquillamente su un'altalena e la sua mente si trova in una sorta di mondo onirico; Miyu, vestita da scolaretta, dice a un gruppo di ragazze di non preoccuparsi per lui dal momento che "vive felice".
Aiko (都人?)
Appare nell'episodio 1, è l'unica figlia di una famiglia molto ricca e tradizionale, è stata in coma per 60 giorni. I suoi genitori chiamano Himiko in quanto credono che la figlia sia posseduta; Himiko conferma che Aiko è sotto possessione ma non è in grado di esorcizzare il demone, e in seguito viene attaccata da uno Shinma ma Miyu la salva. Successivamente Himiko scopre che Aiko e i suoi genitori hanno avuto un incidente mortale e, poco prima, i genitori hanno donato il loro sangue di tipo hh, noto anche come fenotipo Bombay, per salvarle la vita; Aiko cadde in una forte depressione, dove si incolpava di continuo e si definiva un vampiro. Si scopre che i "genitori" che hanno chiamato Himiko erano fantasmi o Shinma, quindi la spiritualista tenta nuovamente di esorcizzare Aiko e viene mostrato che questa aveva fatto un patto con lo Shinma che aveva attaccato Himiko, lasciandolo vagare liberamente in cambio della ricreazione della sua vita precedente, che ha visto anche la presenza dei suoi genitori gentili e amorevoli. Prima che Miyu bandisca lo Shinma, cerca di mordere Aiko come fatto già in precedenza con Miyahito, ma Himiko la ferma e Aiko muore quando lo Shinma viene mandato via.
Ranka (爛火?)
Doppiata da: Mayumi Shō (ed. giapponese), Cinzia Massironi (ed. italiana)
Appare nell'episodio 2, è una Shinma che mette le essenze delle sue vittime in bambole a grandezza naturale che poi nasconde nel magazzino di una scuola in modo da poterle svuotare lentamente della loro vita. Si è innamorata di un bellissimo studente della suddetta scuola, Kei Yuzuki, di cui anche Miyu è interessata. Kei, un giovane stanco della sua vita tranquilla, desidera stare con Ranka anche dopo aver scoperto che lo ha usato. Dal momento che si è concesso a Ranka di sua spontanea volontà e anche lei si è innamorata di lui, Miyu è costretta a bandirli entrambi nell'oscurità dopo che Ranka ha trasformato Kei in una creatura come lei su sua richiesta. Nel manga invece Ranka viene rappresentata come un'alleata di Miyu. È uno degli Shinma di secondo livello ed è piuttosto potente, come si vede nel quinto volume del manga dove fa a pezzi i suoi nemici con i suoi fili leggeri che usa per controllare le sue bambole.
Lemures (レムレス?, Remuresu)
Doppiato da: Yūji Mitsuya (ed. giapponese), Massimo Di Benedetto (ed. italiana)
Appare nell'episodio 3, è un vecchio amico di Larva che ha cercato di liberarlo da Miyu. In passato utilizzò la magia nella sua forma umana per sigillare Larva all'interno di un muro. Si tratta di uno Shinma di origini europee la cui anima è intrappolata all'interno di una gigantesca armatura da samurai. Miyu crede che Lemures l'abbia presa di mira per diventare il capo degli Shinma, così finisce per allearsi con Himiko per affrontarlo. Tuttavia Larva riesce a spezzare l'incantesimo di Lemures dopo che Miyu è stata catturata e ferita dal suo burattino, dopodiché ha deciso di rimanere fedele a Miyu. Quest'ultima, invece di bandire Lemures nell'oscurità, decide di ucciderlo con un potentissimo attacco infuocato come punizione per aver rapito e ferito Larva.

### Personaggi della serie TV
Chisato Inoue (井上 千里?, Inoue Chisato)
Doppiata da: Asako Shirakura (ed. giapponese), Jenny De Cesarei (ed. italiana)
La migliore amica di Miyu, è una studentessa della scuola Tokiwa, istituto solo per ragazze. All'inizio del secondo episodio, acquista due ciondoli portachiavi come segno della sua amicizia con Miyu. Non sa che Miyu è un vampiro e delle sue attività soprannaturali.
Shiina (死無?)
Doppiata da: Mika Kanai (ed. giapponese), Serena Clerici (ed. italiana)
Una Shinma che sembra un coniglietto rosa ed è un'alleata di Miyu. Il suo nome significa "non morto", essendo un personaggio shintoista, ovvero un guardiano dei morti. Condivide una caratteristica con tutti gli Shinma animali, ovvero che ha un occhio normale e uno giallo. Il suo orecchio destro copre il suo occhio giallo gonfio e iniettato di sangue che le consente di vedere grandi distante e dissipare le illusioni.
Reiha (冷羽?)
Doppiata da: Megumi Ogata (ed. giapponese), Benedetta Ponticelli (ed. italiana)
Una yuki-onna simile a una bambina, il suo nome significa "piuma fredda". Porta sulla fronte il primo kanji del suo nome, che significa "freddo". I suoi poteri includono la possibilità di fluttuare, il teletrasporto e la manipolazione del vento e della neve. Il padre di Reiha, Kitjutsushi (鬼術師?) (doppiato in giapponese da Shigeru Chiba) era il capo di un gruppo di protettori Shinma il cui compito era quello di assicurarsi che un tutore (in questo caso Miyu) emergesse durante il periodo Taishō. Quando il padre di Reiha è stato colpito dallo Shinma uccello, Black Kite, ha preferito fare il nome di Miyu anziché quello di Reiha prima di morire. Da allora Reiha odia Miyu per ciò che è accaduto. Dopo la morte di suo padre, Reiha scoprì i suoi poteri del ghiaccio dopo aver incontrato uno Shinma a una festa. Da quel giorno, è diventata la rivale di Miyu che cerca di distruggere gli Shinma, in quanto non ritiene che l'altra ragazza sia in grado di svolgere tale compito. È meno comprensiva di Miyu ed è nota per uccidere gli innocenti che cercano di impedirle di distruggere gli Shinma. Ad un certo punto, Reiha ha finito per congelare la città e ciò l'ha portata inevitabilmente a uno scontro finale con Miyu. Dopo il sacrificio di Matsukaze, Reiha ha scatenato una bufera di neve che ha travolto Miyu ma poi Larva si libera e decapita Reiha. Tuttavia il suo corpo riesce a rimpadronirsi della propria testa e decide di andarsene per cercare se stessa mentre giura che un giorno tornerà per sconfiggere definitivamente Miyu.
Matsukaze (松風?)
Doppiata da: Megumi Ogata (ed. giapponese), Monica Bonetto (ed. italiana)
La bambola parlante di Reiha. Il suo nome significa "vento dei pini", che in Giappone rappresenta una forza incrollabile, fedeltà e amore coniugale. Non nasconde il disprezzo che prova per Miyu. In un certo senso funge da padre surrogato di Reiha in cui ha proiettato tutta la sua ostilità e rabbia verso Miyu. Nello scontro finale, Matsukaze ha usato le sue abilità di ghiaccio per intrappolare Larva in una barriera in modo che Reiha potesse combattere Miyu. In seguito si sacrifica per proteggere Reiha dall'attacco infuocato di Miyu.
Yukari Kashima (鹿島 由加里?, Kashima Yukari)
Doppiata da: Chiharu Tezuka (ed. giapponese), Francesca Bielli (ed. italiana)
Una compagna di classe di Miyu e Chisato, è un po' un maschiaccio. È molto semplice ed è protettiva nei confronti di Hisae e Chisato. Viene uccisa da quest'ultima verso la fine della serie poco dopo che lei e Hisae scoprono la vera natura di Miyu.
Hisae Aoki (青木 久恵?, Aoki Hisae)
Doppiata da: Kokoro Shindou (ed. giapponese), Federica Valenti (ed. italiana)
Una compagna di classe di Miyu e Chisato, è un topo di biblioteca. Timida e intelligente, percepisce fin dall'inizio che c'è qualcosa di strano in Miyu e si mette all'opera per indagare in merito. Tuttavia le sue scoperte la portano alla morte poiché lei e Yukari entrano in contatto con Miyu poco dopo aver avuto a che fare con uno Shinma. Hisae viene così uccisa da Chisato.

### Personaggi del manga
Yuma Koizumi (小泉 遊馬?, Koizumi Yuma)
Presentata come personaggio principale del quarto volume del manga, era un'umana che si innamorò di uno Shinma, che non molto tempo dopo Miyu fece ritornare nell'oscurità. In seguito ha collaborato con altri Shinma, amici del suo "amore" e ha cercato più volte di uccidere Miyu per vendicarsi. Ritorna negli ultimi capitoli della prima serie manga. Viene rivelato che Yuma ha trascorso il resto della sua vita inseguendo Miyu e trova un modo per ucciderla. Durante i suoi viaggi, incontra molti altri personaggi da cui Miyu ha bevuto il sangue nei capitoli precedenti.
Yui Mizuki (瑞月夕維?, Mizuki Yui)
Doppiata da: Ayako Kawasumi (videogioco) (ed. giapponese)
Yui è la figlia di un umano e di uno shi (un altro tipo di demone). In passato Miyu succhiò il sangue della madre di Yui quando era incinta di lei e perciò è anche lei per metà vampiro. Come Miyu, nella sua forma di vampiro indossa un kimono corto ed è sempre a piedi nudi. Miyu descrive Yui come sua sorella, sua figlia e se stessa. Yui ha lunghi capelli scuri e sembra avere circa 12 o 13 anni. Oltre a essere la protagonista del suo manga spin-off, Vampire Princess Yui, è stata coinvolta in un piano per far resuscitare Miyu. La personalità di Yui è molto più timida e chiusa di quella di Miyu ed è ancora in gran parte ingenua riguardo al mondo in generale. L'arma preferita di Yui sono i fiori di ciliegio che può piegare alla sua volontà in vari modi. Passa questo potere a Miyu dopo aver rinunciato al proprio sangue per farla ritornare in vita.
Nagi (那嵬?)
Doppiato da: Hikaru Midorikawa (videogioco) (ed. giapponese)
Nagi è uno Shinma protettore di Yui che si preoccupa molto per lei. Come ogni altro Shinma giapponese, è abbastanza forte da poter combattere alla pari contro i Quarl. Nagi è una testa calda, ma sa anche essere un fedele compagno che permette a Yui di nutrirsi di lui poiché si rifiuta di nutrirsi con il sangue degli umani.

## Media

### Manga
Il manga, scritto da Toshiki Hirano e disegnato da Narumi Kakinouchi, è stato serializzato dal 1989 al 30 maggio 2002 sulla rivista Suspiria edita da Akita Shoten. In seguito i vari capitoli sono stati raccolti in dieci volumi tankōbon pubblicati dal 25 luglio 1989 al 30 giugno 2002.
Un manga incentrato sul personaggio di Yui Koizumi, Vampire Princess Yui (吸血姫夕維?, Kyūketsu hime Yui), scritto e illustrato da Narumi Kakinouchi, è stato serializzato dal 1990 al 1995 a sua volta su Suspiria di Akita Shoten. I capitoli sono stati raccolti in cinque volumi tankōbon pubblicati dal 5 settembre 1990 al gennaio 1996.
Un manga crossover intitolato Shin Vampire Princess Miyu (新・吸血姫美夕?, Shin Vanpaia Miyu) e ad opera dei medesimi autori, è stato serializzato dal 1992 al 1994 sempre sulla testata Suspiria di Akita Shoten. I capitoli sono stati raccolti in cinque volumi tankōbon pubblicati dal 25 ottobre 1992 all'ottobre 1994.
Una terza serie spin-off dal titolo Vampire Princess (吸血姫 ヴァンパイア・プリンセス?, Kyūketsu hime Vanpaia Purinsesu) e sempre scritta e illustrata dagli stessi autori, è stata serializzata dal 1º ottobre 2009 al 1º dicembre 2012 su FlexComix Flare di Flex Comix. I capitoli sono stati raccolti in cinque volumi tankōbon pubblicati dal febbraio 2010 al febbraio 2012.
In Italia la prima serie viene pubblicata da RW Edizioni sotto l'etichetta Goen nella collana Vampire Collection dal 19 novembre 2011. La seconda serie è stata pubblicata sempre da Goen dal 24 dicembre 2011 al 20 aprile 2013. La terza invece è stata pubblicata in precedenza da Play Press con il titolo Vampire Princess Miyu dal gennaio 2001 al gennaio 2002 in un'edizione sottiletta, in cui ogni volume era diviso in due portando il numero totale a dieci. Una nuova edizione a cura della Goen, che ha ripristinato il titolo e il formato originale, è stata invece distribuita dall'11 febbraio 2012 al 25 maggio 2013. La quarta serie è uscita tramite Panini Comics sotto l'etichetta Planet Manga dal 25 febbraio al 6 ottobre 2012.

#### Volumi
| Nº Ja                                 | Nº It | Data di prima pubblicazione | Data di prima pubblicazione | Data di prima pubblicazione | Data di prima pubblicazione |
| Nº Ja                                 | Nº It | Giapponese                  | Giapponese                  | Italiano                    | Italiano                    |
| ------------------------------------- | ----- | --------------------------- | --------------------------- | --------------------------- | --------------------------- |
| Vampire Princess Miyu (10 volumi)     |       |                             |                             |                             |                             |
| 1                                     | 1     | 25 luglio 1989              | ISBN 4-253-12662-6          | 19 novembre 2011            | ISBN 978-88-9734-942-6      |
| 2                                     | 2     | 5 aprile 1998               | ISBN 4-253-12663-4          | 22 aprile 2022              | ISBN 978-88-6712-161-8      |
| 3                                     | 3     | 5 agosto 1998               | ISBN 4-253-12664-2          | 29 aprile 2022              | ISBN 978-88-9284-319-6      |
| 4                                     | 4     | 5 gennaio 1999              | ISBN 4-253-12665-0          | 27 maggio 2022              | ISBN 978-88-9284-263-2      |
| 5                                     | 5     | 20 agosto 1999              | ISBN 4-253-12682-0          | 15 settembre 2023           | ISBN 978-88-9284-281-6      |
| 6                                     | 6     | 30 aprile 2000              | ISBN 4-253-12683-9          | 29 marzo 2024               | ISBN 978-88-9284-281-6      |
| 7                                     | 7     | 5 gennaio 2001              | ISBN 4-253-12684-7          | 12 aprile 2024              | ISBN 978-88-9284-492-6      |
| 8                                     | 8     | 15 luglio 2001              | ISBN 4-253-12685-5          | 28 febbraio 2025            | ISBN 978-88-9284-547-3      |
| 9                                     | 9     | 15 luglio 2001              | ISBN 4-253-12686-3          | —                           | ISBN 978-88-9284-566-4      |
| 10                                    | 10    | 30 giugno 2002              | ISBN 4-253-12692-8          | —                           | ISBN 978-88-9284-662-3      |
| Vampire Princess Yui (5 volumi)       |       |                             |                             |                             |                             |
| 1                                     | 1     | 5 settembre 1990            | ISBN 4-253-12609-X          | 24 dicembre 2011            | ISBN 978-88-9734-953-2      |
| 2                                     | 2     | 15 febbraio 1992            | ISBN 4-253-12610-3          | 18 febbraio 2012            | ISBN 978-88-9734-969-3      |
| 3                                     | 3     | maggio 1995                 | ISBN 4-253-12611-1          | 28 aprile 2012              | ISBN 978-88-9734-996-9      |
| 4                                     | 4     | ottobre 1995                | ISBN 4-253-12616-2          | 12 gennaio 2013             | ISBN 978-88-6712-032-1      |
| 5                                     | 5     | gennaio 1996                | ISBN 4-253-12617-0          | 20 aprile 2013              | ISBN 978-88-6712-046-8      |
| Shin Vampire Princess Miyu (5 volumi) |       |                             |                             |                             |                             |
| 1                                     | 1-2   | 25 ottobre 1992             | ISBN 4-253-12782-7          | gennaio 2001 febbraio 2001  | —                           |
| 2                                     | 3-4   | 20 luglio 1993              | ISBN 4-253-12783-5          | marzo 2001 aprile 2001      | —                           |
| 3                                     | 5-6   | 15 gennaio 1994             | ISBN 4-253-12784-3          | giugno 2001 luglio 2001     | —                           |
| 4                                     | 7-8   | agosto 1994                 | ISBN 4-253-12785-1          | ottobre 2001 novembre 2001  | —                           |
| 5                                     | 9-10  | ottobre 1994                | ISBN 4-253-12786-X          | dicembre 2001 gennaio 2002  | —                           |
| Vampire Princess (5 volumi)           |       |                             |                             |                             |                             |
| 1                                     | 1     | febbraio 2010               | ISBN 978-4-7973-5858-2      | 25 febbraio 2012            | ISBN 978-88-6589-067-7      |
| 2                                     | 2     | agosto 2010                 | ISBN 978-4-7973-6109-4      | 5 maggio 2012               | ISBN 978-88-6589-092-9      |
| 3                                     | 3     | gennaio 2011                | ISBN 978-4-7973-6326-5      | 23 giugno 2012              | ISBN 978-88-6589-984-7      |
| 4                                     | 4     | giugno 2011                 | ISBN 978-4-7973-6555-9      | 26 agosto 2012              | ISBN 978-88-6589-985-4      |
| 5                                     | 5     | febbraio 2012               | ISBN 978-4-593-88055-3      | 6 ottobre 2012              | ISBN 978-88-6304-170-5      |

### Anime

Scena dell'OAV

Un primo adattamento anime OAV è stato prodotto dallo studio d'animazione AIC sotto la direzione di Toshihiro Hirano. La miniserie, composta da quattro episodi, è stata pubblicata in Giappone in VHS dal 21 luglio 1988 al 21 aprile 1989.
Un secondo adattamento, questa volta sotto forma di serie televisiva, è stata prodotta nuovamente da AIC mantenendo inalterato il resto della produzione mentre i doppiatori dei due protagonisti Miyu e Larva, ovvero Naoko Watanabe e Shiozawa Kaneto, sono stati sostituiti rispettivamente da Miki Nagasawa e Shin'ichirō Miki. La serie, composta da ventisei episodi, è andata in onda in Giappone su TV Tokyo dal 6 ottobre 1997 al 30 marzo 1998 dove però in tale trasmissione fu saltato l'episodio 2, il 5 andò in onda come terzo mentre i successivi scalarono di uno. La sigla d'apertura è Shinma no kodō cantata da Kagura mentre quelle di chiusura sono Miyu yachiyo di Saeko Suzuki (ep. 1-25) e Manmaru temari uta di Namiko Watanabe (ep. 26). Tutte e tre le sigle sono state composte da Kenji Kawai.
In Italia entrambe le serie sono state pubblicate da Yamato Video nel 2006 in DVD. Successivamente la prima serie è stata trasmessa su Man-ga dal 28 dicembre 2010 al 4 gennaio 2011 mentre la seconda dall'11 gennaio al 5 aprile 2011. Il doppiaggio italiano si è svolto presso lo studio Raflesia sotto la direzione di Stefania Patruno. La traduzione è stata curata da Irene Cantoni mentre Martino Consoli si è occupato dell'adattamento dei dialoghi con la supervisione di Silvia Rebez.

#### Episodi

##### OAV
| Nº | Titolo italiano Giapponese 「Kanji」 - Rōmaji                 | Prima edizione   | Prima edizione                     |
| Nº | Titolo italiano Giapponese 「Kanji」 - Rōmaji                 | Giapponese       | Italiano (trasmissione televisiva) |
| 1  | Kyoto ultraterrena 「妖の都」 - Ayakashi no miyako            | 21 luglio 1988   | 28 dicembre 2010                   |
| 2  | Lo spettacolo delle marionette 「繰の宴」 - Ayatsuri no utage | 21 ottobre 1988  | 28 dicembre 2010                   |
| 3  | Fragile armatura 「脆き鎧」 - Moroki yoroi                    | 21 dicembre 1988 | 4 gennaio 2011                     |
| 4  | Tempo immobile 「凍る刻」 - Kogoeru toki                      | 1º aprile 1989   | 4 gennaio 2011                     |

##### Serie TV
| Nº | Titolo italiano Giapponese 「Kanji」 - Rōmaji                             | In onda          | In onda          |
| Nº | Titolo italiano Giapponese 「Kanji」 - Rōmaji                             | Giapponese       | Italiano         |
| 1  | Le zanne lo sanno 「牙は知っている」 - Kiba wa shitteiru                  | 6 ottobre 1997   | 11 gennaio 2011  |
| 2  | Alla prossima stazione 「次の駅で」 - Tsugi no eki de                     | non trasmesso    | 11 gennaio 2011  |
| 3  | Il richiamo della foresta 「森が呼ぶ」 - Mori ga yobu                     | 13 ottobre 1997  | 18 gennaio 2011  |
| 4  | Arriva Reiha 「冷羽が来た」 - Reiha ga kita                               | 27 ottobre 1997  | 18 gennaio 2011  |
| 5  | Ritratto in seppia 「セピアの肖像」 - Sepia no shōzō                      | 20 ottobre 1997  | 25 gennaio 2011  |
| 6  | Lo spettro di Miyu 「美夕の亡霊」 - Miyu no bōrei                         | 3 novembre 1997  | 25 gennaio 2011  |
| 7  | Destino 「宿命」 - Shukumei                                               | 10 novembre 1997 | 1º febbraio 2011 |
| 8  | Scarpette rosse 「赤いくつ」 - Akai kutsu                                 | 17 novembre 1997 | 1º febbraio 2011 |
| 9  | Casa tua 「あなたの家」 - Anata no ie                                     | 24 novembre 1997 | 8 febbraio 2011  |
| 10 | Lo stagno della promessa 「約束の沼」 - Yakusoku no numa                  | 1º dicembre 1997 | 8 febbraio 2011  |
| 11 | Un volto duttile 「柔らかい顔」 - Yawarakai kao                           | 8 dicembre 1997  | 15 febbraio 2011 |
| 12 | Il giardino delle canne piangenti 「葦の啼く庭」 - Ashi no naku niwa      | 15 dicembre 1997 | 15 febbraio 2011 |
| 13 | La luce del mare (prima parte) 「海の光(前編)」 - Umi no hikari (zenpen)  | 22 dicembre 1997 | 22 febbraio 2011 |
| 14 | La luce del mare (seconda parte) 「海の光(後編)」 - Umi no hikari (kōhen) | 5 gennaio 1998   | 22 febbraio 2011 |
| 15 | Il sogno della sirena 「人魚の夢」 - Ningyo no yume                       | 12 gennaio 1998  | 1º marzo 2011    |
| 16 | La donna eremita 「女道士」 - Onna dōshi                                  | 19 gennaio 1998  | 1º marzo 2011    |
| 17 | La barca murena 「うつぼ舟」 - Utsubobune                                 | 26 gennaio 1998  | 8 marzo 2011     |
| 18 | Città di illusioni 「夢幻の街」 - Mugen no machi                          | 2 febbraio 1998  | 8 marzo 2011     |
| 19 | L'amore della fabbricante di bambole 「人形師の恋」 - Ningyōshi no koi    | 9 febbraio 1998  | 15 marzo 2011    |
| 20 | L'inganno delle ali a scaglie 「鱗翅の蠱惑」 - Rinshi no kowaku           | 16 febbraio 1998 | 15 marzo 2011    |
| 21 | Lo stendardo degli Shinma 「神魔の旗」 - Shinma no hata                   | 23 febbraio 1998 | 22 marzo 2011    |
| 22 | Il racconto del passato di Miyu 「美夕昔語り」 - Miyu mukashigatari       | 2 marzo 1998     | 22 marzo 2011    |
| 23 | Il tempo dello scontro finale 「対決のとき」 - Taiketsu no toki           | 9 marzo 1998     | 29 marzo 2011    |
| 24 | Il ragazzo che ritorna 「帰って来た男子」 - Kaettekita otoko              | 16 marzo 1998    | 29 marzo 2011    |
| 25 | L'ultimo Shinma 「最後の神魔」 - Saigo no Shinma                          | 23 marzo 1998    | 5 aprile 2011    |
| 26 | Riposo eterno 「永遠の午睡」 - Eien no nemuri                             | 30 marzo 1998    | 5 aprile 2011    |

### Drama-CD
Due drama-CD sono stati pubblicati in Giappone rispettivamente il 21 febbraio e il 21 marzo 1998 editi da Victor Entertainment. Il primo si concentra su Chisato, Yukari e Hisae mentre il secondo narra di come Miyu ha scoperto di essere immortale e delle origini di Reiha.

### Radiodramma
Una radiodramma diviso in sette episodi è stato trasmesso all'interno del programma radiofonico giapponese Hitomi to Mitsuo no bakuhatsu Radio nel corso del 1998. La storia è ambientata dopo la serie TV anime. Il terzo episodio narra del rincontro tra Miyu e Yui mentre il settimo descrive un ricongiungimento con Reiha. La sigla d'apertura è Kyūketsu hime Miyu (吸血姫 美夕?) di Saeko Suzuki mentre quella di chiusura è Reiha hitori (冷羽ひとり?) di Megumi Ogata. Entrambi i brani sono composti da Kenji Kawai, il quale aveva già lavorato alla serie TV. I setti episodi sono stati raccolti in quattro CD usciti rispettivamente il 1º luglio, 5 agosto, 23 settembre e 7 ottobre 1998 editi da Victor Entertainment.

### Videogioco
Una visual novel basata sul manga Vampire Princess Yui e intitolata Kyūketsu hime Yui senyasyo (吸血姫夕維 千夜抄?) è stata sviluppata e pubblicata da GeneX per PlayStation 2 e Windows rispettivamente il 27 marzo e il 4 luglio 2003. La versione per PS2 ha ottenuto un punteggio di 25/40 dalla rivista Famitsū, basato sulla somma dei punteggi (da 0 a 10) dati al gioco da quattro recensori della rivista

## Accoglienza
Roberto Addari di MangaForever recensì il primo volume del manga originale affermando che la struttura dei singoli capitoli avrebbe rischiato di diventare noiosa e ripetitiva se non fosse stato per i flashback e soprattutto per i due episodi che iniziavano a rivelare le origini della protagonista Miyu, i quali invece erano dotati di una scrittura più coinvolgente e drammatica sospesa tra realtà e incubo. L'atmosfera sottilmente inquietante era l'aspetto più riuscito del volume introduttivo mentre l'azione e gli scontri con gli Shinma erano ridotti al minimo, dando maggiore spazio all'inquietudine dell'animo di Miyu, perennemente in conflitto tra il suo passato spensierato di umana e la sua solitaria condizione attuale che la spinge a nutrirsi di sangue. Il tratto del disegno dell'autrice è stato definito come morbido e tondeggiante ma anche dotato di una personale gentilezza e romanticismo frutto di una sensibilità tutta al femminile. L'uso sicuro del chiaroscuro e del retino, che ombreggiano i corpi e gli ambienti, facevano accrescere l'atmosfera sovrannaturale della storia e copriva la povertà degli sfondi, spesso assenti.
Anime News Network ha elogiato la serie OAV di Vampire Princess Miyu per il suo "tour oscuro e surreale dell'occulto", mentre ha criticato il doppiaggio inglese, affermando che "il casting era fuori contesto". Nel complesso, al doppiaggio inglese è stata assegnata una C- e alla versione sottotitolata una A-. Jeremy A Beard di THEM Anime affermò che se la serie televisiva di Vampire Princess Miyu fosse durata solamente tredici episodi, sarebbe stata un'esperienza nel complesso migliore. Gli episodi della trama principale erano quelli più divertenti e non avrebbe rovinato la serie eliminando le cacce agli Shinma più estranei. Il recensore sostenne che l'anime vantava sicuramente di una buona atmosfera e di una protagonista interessante, ma era ostacolato da troppi filler inutili. Nonostante ciò era comunque un buon titolo che mischiava suspense e horror, ma con qualche punto in meno rispetto all'eccellenza della serie OAV.
Erica Friedman di Okazu nella sua recensione del manga spin-off Vampire Princess sosteneva che la serie è abbastanza vicino al genere yuri, dato che nel rapporto tra i due personaggi principali c'era una sorta di seduzione sessuale, indicando anche un evidente omoerotismo dell'immagine del vampirismo. Allo stesso tempo, rivedendo l'adattamento anime della serie originale, ha descritto la fine della serie come "il volume 6 di Vampire Princess Miyu risponde a molte domande. Ma risponde a quelle domande nel modo più bizzarro e meno logico, per cui gli do molto credito", pur rilevando l'assenza di qualsiasi risoluzione romantica o addirittura affetto confermato nell'opera.